# Штеэр, Анталь
Анталь Штеэр (венг. Steer Antal, р.10 октября 1943) — венгерский борец греко-римского стиля, призёр чемпионатов мира и Европы.

## Биография
Родился в 1943 году в Братиславе. В 1966 году стал серебряным призёром чемпионата Европы. В 1967 году завоевал серебряную медаль чемпионата мира. В 1968 году стал бронзовым призёром чемпионата Европы и принял участие в Олимпийских играх в Мехико, но там наград не завоевал. В 1970 году занял 6-е место на чемпионате Европы. В 1972 году стал серебряным призёром чемпионата Европы и принял участие в Олимпийских играх в Мюнхене, но там был лишь 6-м.